# 31ª Mostra internazionale d'arte cinematografica di Venezia
La 31ª edizione della Mostra internazionale d'arte cinematografica di Venezia si svolse a Venezia, Italia, dal 19 agosto al 1º settembre del 1970, sotto la direzione di Ernesto G. Laura.
In questa edizione fu confermata l'abolizione dei premi. Fu attribuito dalla Direzione della Mostra un omaggio per il complesso dell'opera ad Orson Welles.

## Sezioni

### Film invitati[1]
- L'alliance, regia di Christian de Chalonge
- Bube u glavi, regia di Miloš "Misa" Radivojević
- Le cœur fou, regia di Jean-Gabriel Albicocco
- La ragazza del bagno pubblico (Deep End), regia di Jerzy Skolimowski
- El hombre oculto, regia di Alfonso Ungría
- Kesäkapina, regia di Jaakko Pakkasvirta
- Il leone a sette teste, regia di Glauber Rocha
- Lokis. Rekopis profesora Wittembacha, regia di Janusz Majewski
- Pecado mortal, regia di Miguel Faria Jr.
- Petit à petit, regia di Jean Rouch
- Prestuplenie i nakazanie (Delitto e castigo), regia di Lev Kulidžanov
- El señor presidente, regia di Marcos Madanes
- Strategia del ragno, regia di Bernardo Bertolucci
- Film d'amore (Szerelmesfilm), regia di István Szabó
- Three Sisters, regia di Laurence Olivier
- Uomini contro, regia di Francesco Rosi
- Wanda, regia di Barbara Loden

### Proiezioni speciali
- Retrospettiva Harry Langdon, con proiezione di 20 cortometraggi a soggetto prodotti tra il 1924 e il 1945.
- Omaggio a Orson Welles

### 21ª mostra internazionale del film documentario
Vennero selezionati 37 film, suddivisi in:
- Cortometraggi a soggetto
- Film di documentazione sociale
- Film di animazione
- Teledocumentari
- Vari